# ائسوپ
ائسوپ (انگلیسی: Aesop) شرکت لوازم آرایشی استرالیایی است، که در سال ۱۹۸۷ تأسیس شد.